# 고코묘 천황
고코묘 천황(일본어: 後光明 天皇, 1633년 4월 20일 ~ 1654년 10월 30일)은 제110대 일본 천황으로 재위 기간은 1643년에서 1654년까지이다. 휘는 쓰구히토(紹仁), 아명은 스가노미야(素鵞宮)이다. 호칭의 유래는 북조의 2대 천황 고묘 천황(光明天皇)에서 따왔다.
1643년부터 1653년까지 재위하는 동안 1643년부터 1651년까지 도쿠가와 이에미쓰가 섭정하였고 1651년부터 1653년까지 친정하였다.

## 약력
고미즈노오 천황(後水尾天皇)의 제4황자로, 어머니는 곤노다이나곤(権大納言) 소노 모토타다(園基任, 후지와라노 모토타다)의 딸로 미부노인(壬生院)의 원호를 받은 젠시(典侍) 소노 미쓰코(園光子, 1602년 ~ 1636년)이다(모토타다는 사후 사다이진左大臣 추증). 간에이(寬永) 10년(1633년) 3월 12일에 태어났다. 19년(1642년) 9월 2일에 저군(儲君, 태자)로 책봉되었고, 12월 15일에 친왕선하를 받았다. 이들해인 간에이 20년(1643년) 10월 3일에 11세의 나이로 이복 누나 메이쇼 천황(明正天皇)의 양위를 받아 즉위한다(즉위 예식은 이듬해 21일에 거행).
그의 재위는 에도 막부 3대 쇼군(將軍) 도쿠가와 이에미쓰(德川家光)에서 이에쓰나(家綱)의 치세와 겹치며, 도후쿠몬인(東福門院) 도쿠가와 마사코(德川和子)가 천황의 양모였기에 쇼군 도쿠가와 집안과는 형식적으로나마 외척 관계를 유지하고 있었다. 그럼에도 천황은 반막부적 태도가 강한 군주였다고 알려져 있다.
격렬한 성격에 검술을 좋아했던 한편으로, 어린 시절부터 학문을 좋아했고 특히 유학(儒学)이나 한학(漢学)을 존중하였다. 처음에는 명경가(明経家)로 알려진 후시하라 가타타다(伏原賢忠)로부터 《주역》(周易)을 배웠고, 뒤에 성리학에 경도되어 니조 야스미치(二条康道)의 추천으로 민간에서 불려온 아사야마 쇼신(朝山素心)에게서 강의를 듣기도 하였다. 게이안(慶安) 4년(1651년) 9월에는 유학자 후지와라 세이카(藤原惺窩)의 공적을 칭송하며 그의 문집에 몸소 서문을 써주기도 하였다. 한때 승려였고 유학자로 이름이 높긴 했지만 일개 서민에 불과한 자의 글에 천황이 몸소 서문을 지어주었다는 것은 그 전까지 유례가 없었던, 최초의 일이었다. 또한 한시문(漢詩文) 짓기도 좋아해 한시집 《봉제집》(鳳啼集)을 남기기도 했다.
이러한 경학에 대한 경도에 비해 와카(和歌)나 《이세 이야기》(伊勢物語) ・ 《겐지모노가타리》(源氏物語) 같은 일본의 고전은 유약하다며 깔보았다고 하는데(관련 일화 후술), 재위 중에는 조정의 의례를 부활시키고자 하는 뜻을 강하게 비치며 쇼호(正保) 3년(1646년)에 이세 신궁에 폐백 바치는 의식을 부활시켰다. 유교적 의식인 석전(釈奠)이나 궁중의 대학료(大学寮)를 다시 일으켰고, 복제(服制) 개혁에도 뜻을 보였다고 전하나, 모두 천황이 일찍 죽는 바람에 실현되지는 못했다.
재위 12년 만인 조오(承應) 3년(1654년) 9월 20일, 천연두로 인해 천황은 22세로 사망하였다. 다음 달 15일에 고코묘인(後光明院)이라는 시호가 올려졌다. 평소 보였던 반막부적 태도나 갑작스런 사망 때문에 막부에 독살되었다는 설도 있으나 이미 사망 전해부터 건강이 악화되어 있었던 고코묘 천황은 막내동생 아테노미야(高貴宮, 훗날의 레이겐 천황)가 태어나자마자 만일에 대비해 그를 유자로 삼을 뜻을 보였고, 고토노 나이시(勾当内侍)를 통해 막부에서 파견되어 있던 긴리즈키(禁裏付) 다카키 모리히사(高木守久)와 상담하자 다카키는 쇼군(이에쓰나)은 "(주상께서) 잘 알아서 하실 일"이라며 막부에 칙사를 보내는 일은 서두를 필요가 없다고 회답했다고, 구게(公家) 나카미카도 노부즈미(中御門宣順)의 일기 《센슌공기》(宣順公記)에 남아 있다. 또한 아테노미야의 생모 소노 구니코(園国子)는 고코묘 천황 자신에게는 생모의 사촌 누이로, 당시 일본에서 고코묘 천황의 계승자가 될 만한 직계 왕족은 대부분 자신의 궁가(宮家)를 이어받거나 출가해 절에 들어가버린 탓에 유일하게 장래가 정해지지 않은 남성 왕족인 아테노미야를 고코묘 천황이 양자로 들여 왕위를 잇게 하는 것은 당시로써는 지극히 당연하고, 또 타당한 선택이었다는 지적도 있다.

## 일화
- 유교와 주자학에 심취하였던 탓인지 불교를 「무용(無用)한 학문」이라고 부르기까지 하는 등 불교를 혐오하는 모습을 보였다. 일본 왕실에 대대로 천황의 상징으로 전해지는 삼종신기(三種神器)는 천황이라고 해도 함부로 볼 수 없도록 되어 있었는데, 고코묘 천황은 삼종신기가 담긴 궤짝을 열어보고 거울 옆에 불사리가 담겨 있는 것을 보자 "이 요망스러운 것!"이라며 뜰에 내팽개쳤다고, 《고코묘 천황 외기》(後光明天皇外記)는 전하고 있다.
- 격렬한 성격에 평소 검술을 몹시 즐기는 천황에게 교토 쇼시다이(京都所司代) 이타쿠라 시게무네(板倉重宗)가 「주상께서 이러시는 모습이 간토에 알려지면 좋지 않사옵니다. 부디 통촉하여 주시옵소서. 그렇지 않으시면 이 시게무네, 주상께서 보시는 앞에서 할복하겠사옵니다.」라 간했다. 그러나 천황은 오히려 「짐이 일찍이 무사가 할복하는 모습을 본 적이 없도다. 나덴(南殿) 앞에 단을 쌓아서 그 위에서 하도록 하라.」라고 대답하자 시게무네는 그만 할말을 잃었고, 막부도 그런 천황을 경외했다고 한다.[3] 병에 걸린 고미즈노오인을 문안하러 갔을 때에도, 교토 쇼시다이 시게무네가 "궁 밖으로 나가시는 행차는 사전에 막부에 고하게 되어 있사옵니다."라며 말렸다. 이에 천황은 행차를 중지하고 황궁 남동쪽 모퉁이의 솟은 자리에서 인노고쇼(院御所) 북서쪽 모퉁이까지 높은 회랑을 짓게 하더니, "궁 안에서의 행차는 늘 있는 것이니 막부에 고할 필요 없다"며 유유히 회랑을 지나 기어이 상황에 대한 문안을 결행했다는 것이다.
- 천황은 평소 「조정이 쇠퇴한 것은 와카와 《겐지 이야기》 따위가 원인이니라」라고 논하며 《겐지 이야기》를 음란한 책이라 단정짓고 이러한 류의 것을 죽을 때까지도 일체 읽지 않았고, 와카도 읊지 않았다고 한다.[4] 그러나 황궁에 행행한 아버지 고미즈노인(後水尾院)이 와카를 읖어보라 권하자 천황은 마지못해 수라를 날라 올 동안에만 10수나 되는 와카를 지었고 이에 고미즈노인이 감탄했다고도 한다.[5]
- 평소 술을 즐겼는데, 술자리에서 구게 도쿠다이지 기미노부(徳大寺公信)가 이를 간언하자 천황은 안색이 변해 검을 빼들었고, 기미노부는 "간언만 받아 주신다면 제 목숨 따위 아깝지 않습니다"라며 물러서지 않았다. 옆에 있던 신료들이 말려서 간신히 분위기가 진정되었다. 자신의 태도를 뉘우친 천황은 마음이 편하지 않아 다음날 아침에 기미노부를 찾아가 앞으로는 술을 끊겠다며 "간밤의 짐의 모습, 거듭 부끄러울 따름이로다"라며 기미노부에게 몸소 검을 하사했다. 이에 기미노부는 아무 말 없이 그냥 눈물을 흘릴 뿐이었다.[6]

## 가족
고코묘 천황은 후궁인 젠시 고이치조노 쓰보네(小一条局) 니와타 히데코(庭田秀子, 미나모토노 히데코)로부터 제1황녀 다카코 내친왕(孝子內親王)을 두었을 뿐, 아들은 없었다. 다카코 내친왕은 교호 10년(1725년) 8월 4일에 향년 75세로 사망하였으며, 사후 레이세이몬인(礼成門院)의 원호를 받았다.